# Монастир (Италия)
Монастир (итал. Monastir) — коммуна в Италии, располагается в регионе Сардиния, в провинции Кальяри.
Население составляет 4496 человек (2008 г.), плотность населения составляет 142 чел./км². Занимает площадь 32 км². Почтовый индекс — 9023. Телефонный код — 070.
Покровителем коммуны почитается святой апостол Пётр, празднование 29 июня.

## Демография
Динамика населения:

## Администрация коммуны
- Официальный сайт: http://www.comune.monastir.ca.it/